# República Checa en los Juegos Europeos de Cracovia 2023
La República Checa participó en los Juegos Europeos de Cracovia 2023 con un equipo de 272 deportistas. Responsable del equipo nacional fue el Comité Olímpico Checo.

## Medallistas
El equipo de República Checa obtuvo las siguientes medallas:
| Nombre                                                  | Deporte               | Competición                               |
| ------------------------------------------------------- | --------------------- | ----------------------------------------- |
| Oro                                                     |                       |                                           |
| Matěj Krsek Tereza Petržilková Vít Müller Lada Vondrová | Atletismo             | 4 × 400 m mixto                           |
| Iveta Miculyčová                                        | Ciclismo BMX          | Parque F                                  |
| Karolína Křenková Martin Vlach                          | Pentatlón moderno     | Equipo mixto                              |
| Martin Fuksa                                            | Piragüismo            | C1 500 m M                                |
| Jiří Prskavec                                           | Piragüismo en eslalon | K1 individual M                           |
| Ondřej Tunka                                            | Piragüismo en eslalon | K1 cross M                                |
| Tereza Fišerová Tereza Kneblová Gabriela Satková        | Piragüismo en eslalon | C1 por equipos F                          |
| Plata                                                   |                       |                                           |
| Filip Šnejdr                                            | Atletismo             | 800 m M                                   |
| Nikola Ogrodníková                                      | Atletismo             | Jabalina F                                |
| Tereza Štechová                                         | Muay thai             | –63,5 kg F                                |
| Tereza Fišerová Amálie Hilgertová Antonie Galušková     | Piragüismo en eslalon | K1 por equipos F                          |
| Petra Štolbová                                          | Taekwondo             | –62 kg F                                  |
| Jiří Přívratský                                         | Tiro                  | Rifle 3 posiciones 50 m M                 |
| Vladimír Štěpán                                         | Tiro                  | Foso M                                    |
| Equipo                                                  | Tiro                  | Rifle 3 posiciones 50 m por equipo M      |
| Equipo                                                  | Tiro                  | Pistola rápida de fuego 25 m por equipo M |
| Matěj Rampula Alžběta Dědová                            | Tiro                  | Pistola rápida de fuego 25 m mixto        |
| Bronce                                                  |                       |                                           |
| Tereza Širůčková                                        | Escalada              | Dificultad F                              |
| Ondřej Malina                                           | Muay thai             | –81 kg M                                  |
| Jakub Klauda                                            | Muay thai             | –91 kg M                                  |
| Václav Chaloupka                                        | Piragüismo en eslalon | C1 individual M                           |
| Vít Přindiš                                             | Piragüismo en eslalon | K1 cross M                                |
| Tereza Fišerová                                         | Piragüismo en eslalon | K1 individual F                           |
| Equipo                                                  | Rugby 7               | Torneo F                                  |
| Dominika Hronová                                        | Taekwondo             | –53 kg F                                  |
| Jiří Přívratský                                         | Tiro                  | Rifle 10 m M                              |
| Martin Podhráský                                        | Tiro                  | Pistola rápida de fuego 25 m M            |
| Equipo                                                  | Tiro                  | Skeet por equipo F                        |